# Writers Guild of America
Writers Guild of America (WGA) è il nome cui ci si riferisce generalmente per indicare i due sindacati attivi negli Stati Uniti d'America a difesa degli sceneggiatori: Writers Guild of America, East, rappresenta gli sceneggiatori di televisione e cinema attivi a New York; Writers Guild of America, West, rappresenta quelli della California del Sud e di Los Angeles.

## Attività
Entrambe le associazioni fanno parte dell'International Affiliation of Writers Guilds, un conglomerato internazionale di sindacati per il cinema attivo nei paesi anglosassoni di Australia, Canada, Gran Bretagna, Repubblica d'Irlanda e USA.

### Scioperi
La WGAE e la WGAW sono in relazione contrattuale e insieme decidono e gestiscono ogni sciopero:
- Sciopero degli sceneggiatori della Writers Guild of America (1960)[2]
- Sciopero degli sceneggiatori della Writers Guild of America (1981)[3]
- Sciopero degli sceneggiatori della Writers Guild of America (1985)[4]
- Sciopero degli sceneggiatori della Writers Guild of America (1988)[5]
- Sciopero degli sceneggiatori della Writers Guild of America (2007-2008)[6]
- Sciopero degli sceneggiatori della Writers Guild of America (2023)[7]

### Lo Screenwriting Credit System e lo Script Registration Service
Le WGA gestiscono parallelamente un sistema di credito sul quale inserire nuovi sceneggiatori e un sistema on-line sul quale aspiranti sceneggiatori e non possono pubblicare i loro script.

### Writers Guild of America Award
Dal 1949, le WGA organizzano una cerimonia a premi nota come Writers Guild of America Award che si compone di tre categorie, WGAA alla migliore sceneggiatura non originale, WGAA alla migliore sceneggiatura originale e WGAA al migliore documentario.